# اقتصاد سازمانی
اقتصاد سازمانی (به انگلیسی:Organizational economics) شامل استفاده از منطق و روش‌های علم اقتصاد برای درک وجود، ماهیت، طراحی و عملکرد سازمان‌ها، به ویژه سازمان‌های مدیریت‌شده است.
اقتصاد سازمانی در درجه اول به موانع هماهنگی فعالیت‌ها در داخل و بین سازمان‌ها (شرکت‌ها، اتحادها، موسسات و بازار به عنوان یک کل) می‌پردازد.
اقتصاد سازمانی به دلیل مشارکت و استفاده از موارد زیر شناخته شده‌است:
- نظریه هزینه تراکنش: هزینه‌های انجام شده برای سازماندهی یک فعالیت، به ویژه در مورد تحقیق اطلاعات، بوروکراسی، ارتباطات و غیره.
- مسئله کارفرما - کارگزار: معضلات مرتبط با تصمیم‌گیری از طرف شخص یا نهاد دیگری یا تأثیر آن.
- نظریه قرارداد: روش‌هایی که بازیگران اقتصادی برای ایجاد ترتیبات قراردادی به‌طور کلی در حضور اطلاعات نامتقارن استفاده می‌کنند.

نظریه پردازان و مشارکت کنندگان برجسته در زمینه اقتصاد سازمانی عبارتند از:
- کنث ارو
- جیمز جی. مارچ
- هربرت الکساندر سایمون
- الیور ئی. ویلیامسون
- رونالد کوز
- بنگت هولمستروم
- اولیور هارت
- ژان تیرول
- جوزف استیگلیتز